# Економічний паспорт українця
Економічний паспорт – ініціатива Президента України Володимира Зеленського, згідно якої плата за використання надр буде накопичуватися на персональних рахунках дітей українських громадян та виплачуватися по досягненню повноліття. Відповідний законопроект (№6394 «Про економічний паспорт») президентом Зеленським подано в Верховну Раду України 6 грудня 2021 року.

## Історія
Вперше законопроект (№2754) щодо економічного паспорта був внесений в Верховну Раду народним депутатом Дмитром Костюком (фракція «Слуга народу») 16 січня 2020 року.
Міністерство фінансів України у своєму експертному висновку зазначало, що реалізація  законопроекту матиме негативний вплив на видаткову частину державного бюджету, оскільки потребує додаткових бюджетних коштів на утворення Фонду. Законопроект не був підтриманий Міністерством фінансів та Міністерством розвитку економіки, торгівлі та сільського господарства.

## Зміст законопроекту №6394 «Про економічний паспорт»
Створюється Фонд майбутніх поколінь (далі – Фонд), який матиме на меті накопичення внесків на користь його учасників з подальшим інвестуванням активів та здійсненням виплат його учасникам. Активи Фонду формуватимуться з внесків з бюджетних коштів, які надійшли від сплати ренти за користування надрами для видобування корисних копалин, та інвестиційного доходу від розміщення та інвестування коштів Фонду.
Учасники Фонду – діти, що народилися в Україні після 1 січня 2019 року. Внески здійснюватимуться щороку на кожного учасника Фонду до досягнення ним 18 років. Після досягнення громадянином повноліття ці виплати можуть використовуватися на навчання в закладах освіти України, купівлю власного житла на території України, внесення коштів на недержавне пенсійне забезпечення, лікування.

## Оцінки законопроекту
Законопроект отримав переважно стримані та критичній відгуки.
Зокрема, коментатори наголошують на:
- популізмі ініціативи створення економічного паспорта.[5]
- дискримінації за віковою ознакою, що протирічить Конституції України – отримання коштів тільки дітьми, що народилися після 1 січня 2019 року. [6]
- необхідності компенсації в дохідній частині держбюджету коштів, що вилучаються на тривалий час для формування Фонду, та необхідності додаткових (крім ренти на видобуток корисних копалин) джерел формування Фонду, які законопроектом №6394 не передбачені. [7]
- підвищенні боргового навантаження на держбюджет. [8]
- суттєвому збільшенні державного боргу України.[9]
- незахищеності довгострокових внесків до Фонду від інфляції, яка за останні 18 років в Україні становила 750%. [10]
- вибірковому підході при визначенні джерел наповнення Фонду – непідвищенні ренти з видобутку марганцевої руди, яку в Україні видобувають ГЗК, що знаходяться під контролем олігарха Ігоря Коломойського. [11]

Наразі проект Закону України «Про економічний паспорт» надано депутатам Верховної Ради України для ознайомлення.